# Публий Юлий Скапула Тертулл Приск
Публий Юлий Скапула Тертулл Приск (лат. Publius Iulius Scapula Tertullus Priscus) — римский государственный деятель конца II века.

## Биография
О происхождении Приска нет никаких сведений. По всей видимости, его братом был консул-суффект 192 года Публий Юлий Скапула Приск. В 195 году он занимал должность ординарного консула вместе с Квинтом Тинеем Клементом. Возможно, в 198 году Приск находился на посту легата пропретора провинции Далмация.
В 212—213 годах, по всей видимости, он был проконсулом Африки. Очевидно, что именно Приску христианский писатель Тертуллиан посвятил своё произведение под названием «К Скапуле». Хотя по другой версии, оно могло быть адресовано двоюродному брату Публия — консулу-суффекту 196 или 197 года Гаю Юлию Скапуле Лепиду Тертуллу.